# Aphonomorphus novus
Aphonomorphus novus är en insektsart som beskrevs av Rehn, J.A.G. 1917. Aphonomorphus novus ingår i släktet Aphonomorphus och familjen syrsor. Inga underarter finns listade i Catalogue of Life.